# 小行星5902
小行星5902（英語：5902 Talima）是一颗围绕太阳公转的小行星。1987年8月27日，柳德米拉·卡拉季奇在克里米亚发现了此天体。
这颗小行星的绝对星等为241.368232026346等。